# النجد الحمراء (الرضمة)

تعديل مصدري - تعديل

النجد الحمراء محلة تابعة لقرية حبلة الجرادي، التابعة لعزلة كحلان بمديرية الرضمة إحدى مديريات محافظة إب في الجمهورية اليمنية.، بلغ تعداد سكانها 174 حسب تعداد اليمن لعام 2004.